# Rosalind (měsíc)

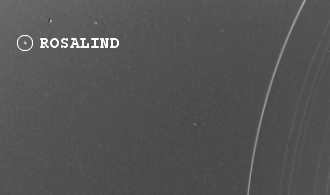
Uranův měsíc Rosalind

Rosalind je měsíc planety Uranu, který obíhá mateřskou planetu ve vzdálenosti 69 930 kilometrů. Velikost měsíce je 27 kilometrů, hmotnost je asi 2,54×1017 kg. Jeden oběh kolem planety zabere 0,558549 dne. Měsíc má synchronní rotaci.
Objeven byl v roce 1986 americkou sondou Voyager 2.